# Aguanish
Aguanish es un municipio canadiense situado en la provincia de Quebec.

## Superficie
Aguanish tiene una superficie de 532,04 km².

## Demografía
En 2021, tenía 224 habitantes, una densidad poblacional de 0,4 hab./km², y 152 viviendas.